# Diego Eugenio Lamas
Diego Eugenio Lamas (Montevideo, 1810 - Concordia, 1868) Foi um militar uruguaio do Partido Nacional (Uruguai) que alcançou o grau de Brigadeiro General. Casou-se com dona Mercedes Delgado e teve os seguintes filhos: Mercedes Estefania, Julia, Diego, Gregorio, e Alfonso Lamas.
O pai de Mercedes Delgado, Manuel Delgado, também foi um militar destacado na Argentina e no Uruguai, participando da independência desses países e servindo como ajudante de ordens de Rosas.
Os filhos de Diego Eugenio Lamas, Gregorio Lamas e Eduardo Lamas, também foram militares destacados e participaram no exército Saravista; da mesma forma, seu outro filho, Alfonso Lamas, também participou, mas como cirurgião-mor do exército rebelde.
Ingressou no exército em 1829. Depois do golpe que derrubou Manuel Oribe da presidência do Uruguai, em 1838, o acompanhou em seu exílio na Argentina.
Era coronel em 1850, quando derrotou Francisco Pedro Buarque de Abreu nas Califórnias do Chico Pedro. Foi candidato a presidência do Uruguai, em 1860. Apesar de derrotado, o novo presidente, Bernardo Prudencio Berro, o nomeou Ministro da Guerra e Marinha.
Lutou ao lado de Aguirre, de novo como ministro, em 1864. Responsabilizado pelas derrotas sofridas pelo governo, renunciou. Com a vitória dos revolucionários de Venancio Flores, voltou ao exílio em Entre Ríos.